# Sfântul Neofit
Sfântul Neofit (n. anii 280 d.Hr. – d. 303 d.Hr.) a fost un martir creștin din timpul persecuției sub Dioclețian.
Este sărbătorit în Biserica Latină pe 20 ianuarie, în Biserica Greacă pe 21 ianuarie și în Biserica Armeană pe 29 ianuarie.